# Chörten conmemorativo de Timbu
La estupa conmemorativa de Timbu, también conocida como chörten Timbu, es una estupa (chöten en dzongkha) en la ciudad de Timbu, capital de Bután, ubicada en Doeboom Lam en la parte centro-sur de la población. El monumento, construido en 1974 (y renovado en 2008) para honrar al tercer Druk Gyalpo, Jigme Dorji Wangchuck (1928-1972), es un hito destacado en la urbe con sus agujas y campanas doradas. Es conocido popularmente «como el monumento religioso más visible de Bután». Fue consagrado por Dudjom Jigdral Yeshe Dorje, considerado por el budismo tibetano como una reencarnación de Padmasambhava.
Esta estupa es diferente a otras ya que no alberga restos humanos; solamente la foto del Druk Gyalpo con un vestido ceremonial adorna un salón en la planta baja. Cuando estaba vivo, Jigme Dorji quería construir «un chörten para representar la mente de Buda».

## Arquitectura
La arquitectura del chörten ha sido diseñada para presentarla como «una de las estructuras religiosas más visibles de Timbu». El chörten conmemorativo presenta un estilo tibetano, llamado Jangchup Chorten, por lo que presenta un modelado en el diseño de una estupa clásica, con un pilar piramidal coronado por una luna creciente y un sol. La característica que se distingue aquí es el abocinamiento hacia afuera de la parte redondeada para dar la forma de un jarrón, a diferencia de una forma de cúpula. El monumento representa imágenes a gran tamaño de deidades iracundas con sus consortes femeninas, muchas de ellas en poses sexuales explícitas de Yab-yum.

### Exterior

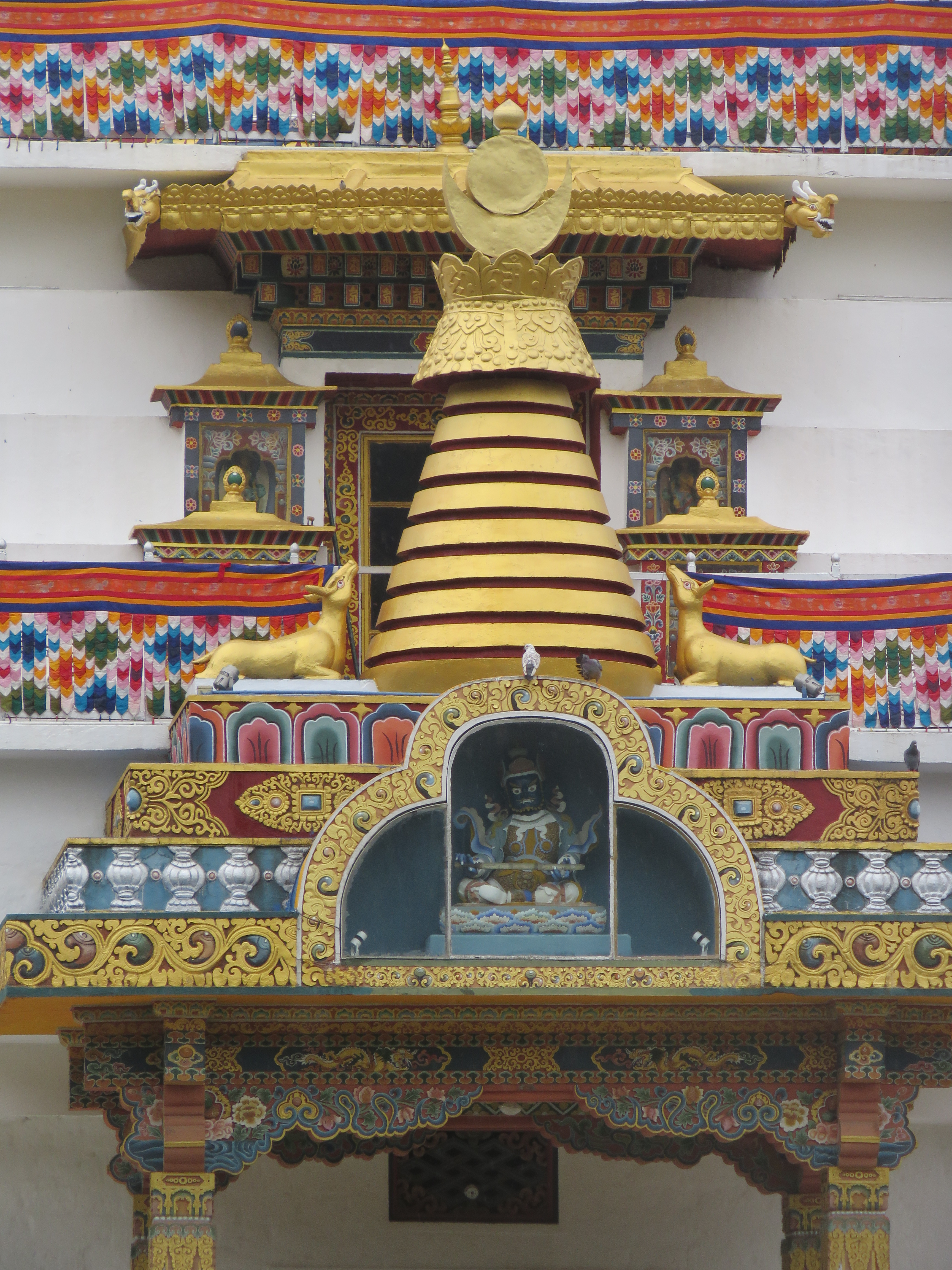
Aguja dorada sobre el porche delantero.

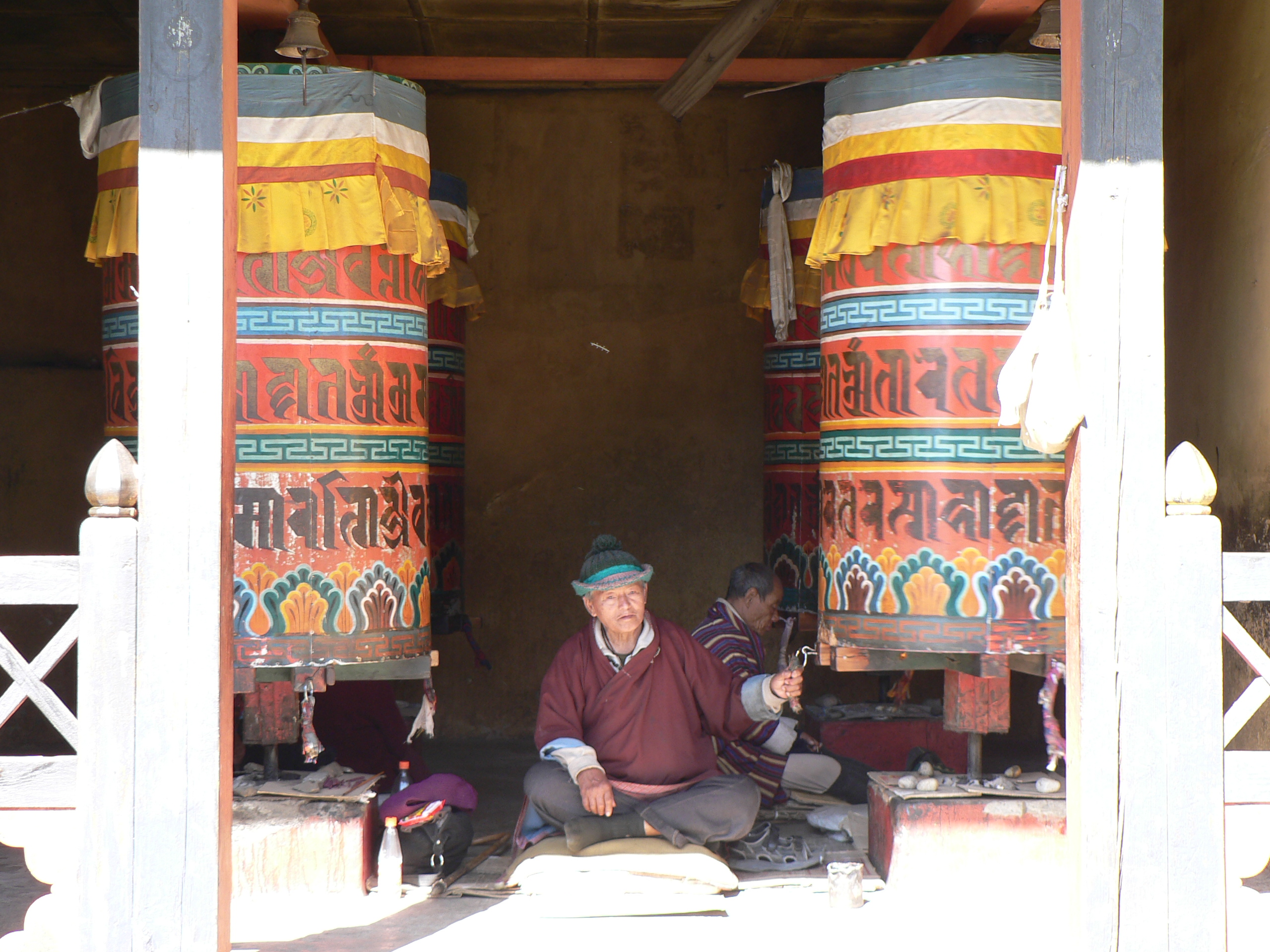
Ruedas de plegaria en el exterior de la estupa.

El chörten es una gran estructura blanca con una aguja dorada que la corona y con otra aguja más pequeña sobre el porche delantero. Se accede a él a través de un pequeño jardín y una puerta decorada con tres tallas de pizarra. En el exterior de la puerta hay representaciones de los tres bodhisattvas protectores: Avalokiteshvara (el símbolo de la compasión), Manjushri (conocimiento) y Vajrapani (poder). En el interior hay pizarras grabadas con la imagen de Ngawang Namgyal, Buda y Padmasambhava, mientras que grandes ruedas de oración están ubicadas a la izquierda. El chörten atrae a diario a muchos butaneses ancianos que hacen girar las grandes ruedas rojas de oración y rezan en el santuario. Aunque el recinto cuenta con cuatro entradas solo una está abierta para los devotos.

### Interior

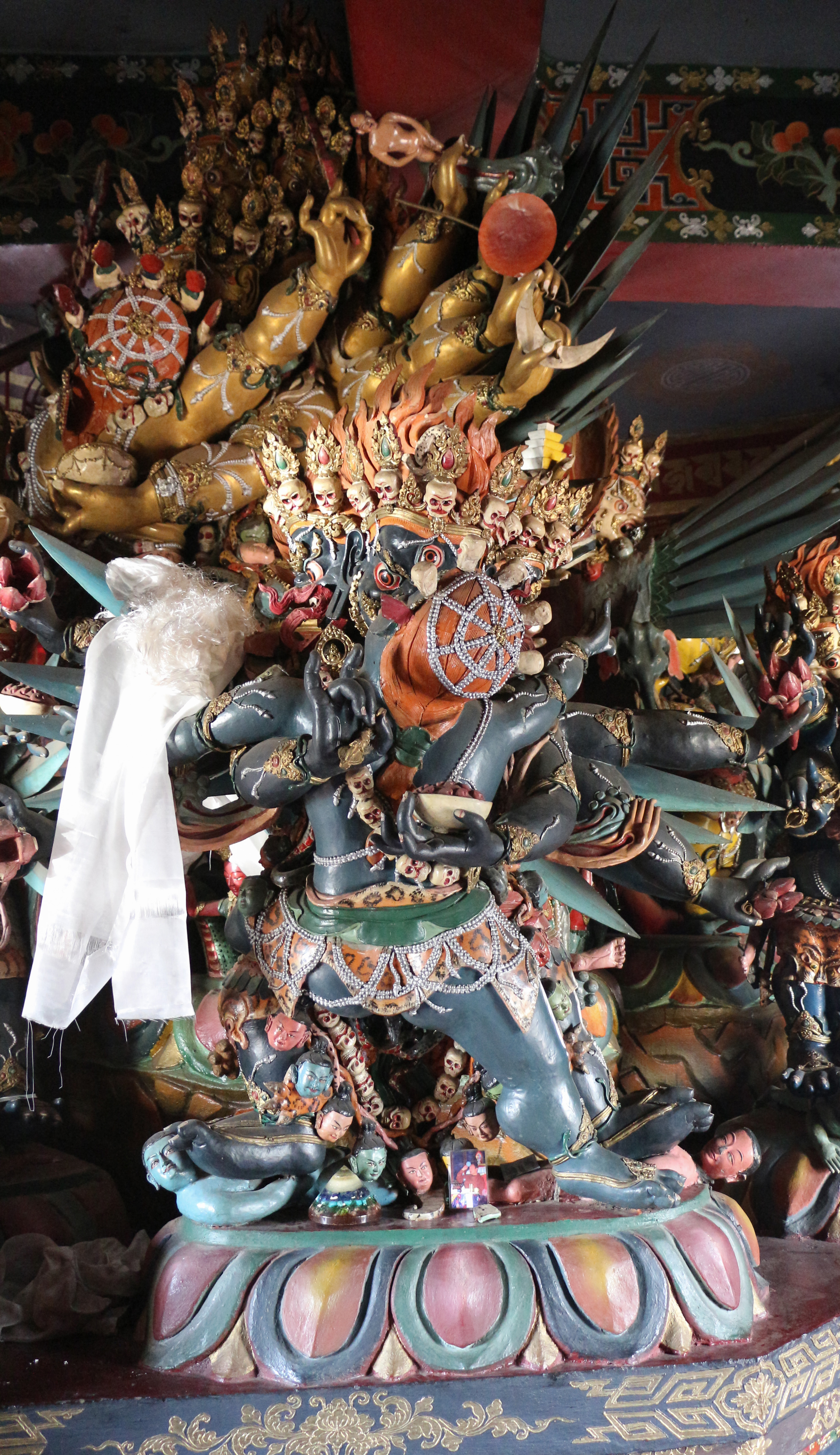
Escultura en el interior.

El chörten está decorado con anexos tallados que miran hacia cuatro direcciones y contienen mandalas, estatuas y un santuario dedicado al tercer rey. La planta baja está consagrada a las enseñanzas de Vajrakilaya. Los cuatro santuarios de este piso presentan cada uno diferentes imágenes del rey; el santuario oriental alberga, a su vez, una imagen de Buda. Desde la planta baja, una escalera conduce hacia dos pisos más, albergando cada uno cuatro santuarios. Una gran talla de madera ubicada en el centro cubre los tres niveles, detrás de los santuarios; una gran cantidad de tallas de madera representan en su mayoría deidades protectoras de aspecto iracundo. El techo es accesible desde el segundo nivel y una barandilla protectora cubre la terraza en la tercera planta. El segundo piso está dedicado a las enseñanzas de Drukpa de la escuela Kagyu, mientras que el superior está dedicado a las enseñanzas del lama Gongdü. Combinados, estos tres pisos forman las enseñanzas esotéricas de la secta Nyingmapa. Todos los textos fueron ocultados por Padmasambhava y fueron redescubiertos por tertöns en los siglos XIX, XII y XIV. El piso superior tiene pinturas que representan varias deidades de la escuela Nyingma y visiones que aparecen en estado de bardo. Sobre la última planta hay una galería, en la cual se puede caminar alrededor de la circunferencia del monumento y que tiene vistas de la ciudad.

## Prácticas religiosas y festividades
Con fervor religioso, los devotos circunvalan la estupa solo en el sentido de las agujas del reloj, recitando oraciones y haciendo girar las grandes ruedas de oración, como es la regla para cualquier estructura religiosa en Bután. El festival Monlam se lleva a cabo aquí cuando el Je Khenpo (el líder religioso del país) se dirige y bendice a quienes se congregan para la ocasión.